# 斩首之邀
《斩首之邀》（直译：Invitation to an execution；英语：Invitation to a Beheading）是作家弗拉基米尔·纳博科夫的一部小说。 它最初于1935年至1936年，以俄语连载在巴黎的白俄流亡分子杂志《当代》（Sovremennye zapiski）上。1938年，全书在巴黎出版，英语译本于1959年出版。这部小说由纳博科夫的儿子德米特里·纳博科夫在作者的监督下翻译成英语。
这部小说经常被描述为卡夫卡风格的，但纳博科夫声称，在写这本书的时候，他不熟悉德语，对弗朗茨·卡夫卡的作品“一无所知”。纳博科夫中断了《天赋》的写作，来写作《斩首之邀》，描述在写作初稿时“持续两周美妙的兴奋和持续的灵感”。一些学者认为《斩首之邀》的中心情节植根于《天赋》中的人物车尔尼雪夫斯基。另一种观点认为，这部小说的功能使小说锁定（roman à clef），以柏拉图式的苏格拉底为目标.
纳博科夫在接受采访时说，在他所有的小说中，他最喜爱的是《洛丽塔》，但是最尊重的是《斩首之邀》。

## 情节
这部小说发生在一个监狱里，讲述了辛纳图斯（Cinnatus C.）的最后二十天，他是一个虚构国家的公民，因“諾斯底主義沦丧” 而被监禁并被判处死刑。
虽然判了刑，但没有告诉辛金纳图斯何时会被处决。这让他很烦恼，因为他想通过写作来表达自己，“无视世界上所有的沉默”，但不知道他要完成这项任务需要多长时间，感觉做不到。辛金纳图斯对周围的荒谬和粗俗漠不关心。他努力在他的写作中找到他真正的自我，在那里他创造了一个理想的世界。就要被处死前，他拒绝相信死亡或行刑者。当斧头落下时，在他周围虚假的存在消失，